# Трансфазний каталіз
Трансфазний каталіз (рос. межфазный катализ, англ. phase-transfer catalysis) — явище пришвидшення реакцій між речовинами, що знаходяться в різних фазах (в системі взаємнонерозчинних рідин, зокрема вода—органічний розчинник, тверде тіло—рідина) додаванням малих кількостей речовини (трансфазного каталізатора), яка екстрагує один з реактантів (звичайно аніон)
через поверхню поділу в іншу фазу, де відбувається реакція.
Може бути:
- нуклеофільним (трансфазні каталізатори — четвертинні амонієві, фосфонієві та ін. онієві солі, поданди, крауни, криптанди)
- електрофільним (ТФК — сульфонати п-C16H33–C6H4–SO3Na, боранати Ar4B–M+).

Роль ТФК полягає не тільки в переносі реагентів між фазами (аніонів у нуклеофільному каталізі, катіонів у електрофільному), а й у тому, що підсилюється їхня електрофільність або нуклеофільність при переході в органічну фазу, де відбувається реакція. Переносниками йонів можуть бути й цвітер-іонні сполуки (приміром, C18H37N+Me2CH2SO2–).
Міжфазні каталізатори особливо корисні в зеленій хімії — дозволяючи використання води, потреба в органічних розчинниках зменшується.